# Braives
Braives (in vallone Braive) è un comune belga di 5 619 abitanti, situato nella provincia vallona di Liegi.